# Povilas Plechavičius
Povilas Plechavičius (* 1. Februar 1890 in Židikai, Rajongemeinde Mažeikiai; † 19. Dezember 1973 in Chicago, Illinois) war Generalleutnant der Litauischen Armee.

## Leben
Plechavičius machte die Abitur am Gymnasium in Moskau. Danach absolvierte er ein Handelsinstitut und die Kriegsschule für Kavallerie. Er nahm am Ersten Weltkrieg in einem Ulanenregiment der russischen Kavallerie teil. Während der Revolution kämpfte er gegen die Bolschewiki im südlichen Russland. Seit 1918 lebte er in Samogitien. Plechavičius war Leiter des Generalstabs Litauens und führte als solcher 1926 einen erfolgreichen Putsch gegen die gewählte Regierung an. Anlass des Putsches war u. a. der Abschluss eines Nichtangriffspaktes mit der Sowjetunion durch die Regierung, was von den Putschisten als Vorstufe zur „Bolschewisierung“ des Landes dargestellt wurde, sowie die Errichtung von Schulen für ethnische Minderheiten. Nachdem Plechavičius für einen Tag zum Diktator ernannt worden war, etablierte er ein autoritäres Regime unter Antanas Smetona, dass sich unter dem Einfluss der jungen nationalistischen Militärs, die aktiv am Putsch beteiligt waren, am italienischen Faschismus orientierte.
Während der deutschen Okkupation organisierte Plechavičius mit der Wehrmacht gegen die Rote Armee kämpfende, jedoch eigenständige litauische Territorialverteidigungskräfte. Als die Mobilisierung zusätzlicher litauischer Truppen für die Wehrmacht und die Unterstellung der Territorialverteidigung (die wie auch die Arbeitsschutztruppe TDA – Tautinio darbo apsaugadiese – als Polizeitruppe bezeichnet wird; die Territorialverteidigung war u. a. für die Verfolgung polnischer Partisanen im Gebiet um Wilna verantwortlich) unter deutsche Führung misslang, trat er im Mai 1944 von der Leitung der litauischen Truppen zurück. Er rief seine Leute auf, sich mit ihren Waffen und Uniformen in die Wälder zurückzuziehen, gegen die Sowjets zu kämpfen und nutzte die Gelegenheit, sich vom Okkupationsregime zu trennen. Daraufhin wurde er im Lager Salaspils interniert. Im November 1944 war er noch in deutscher Gefangenschaft.
Mit Einmarsch der Roten Armee emigrierte er nach Westeuropa und von dort in die USA. Er arbeitet zeitweise für die CIA und den britischen MI6.

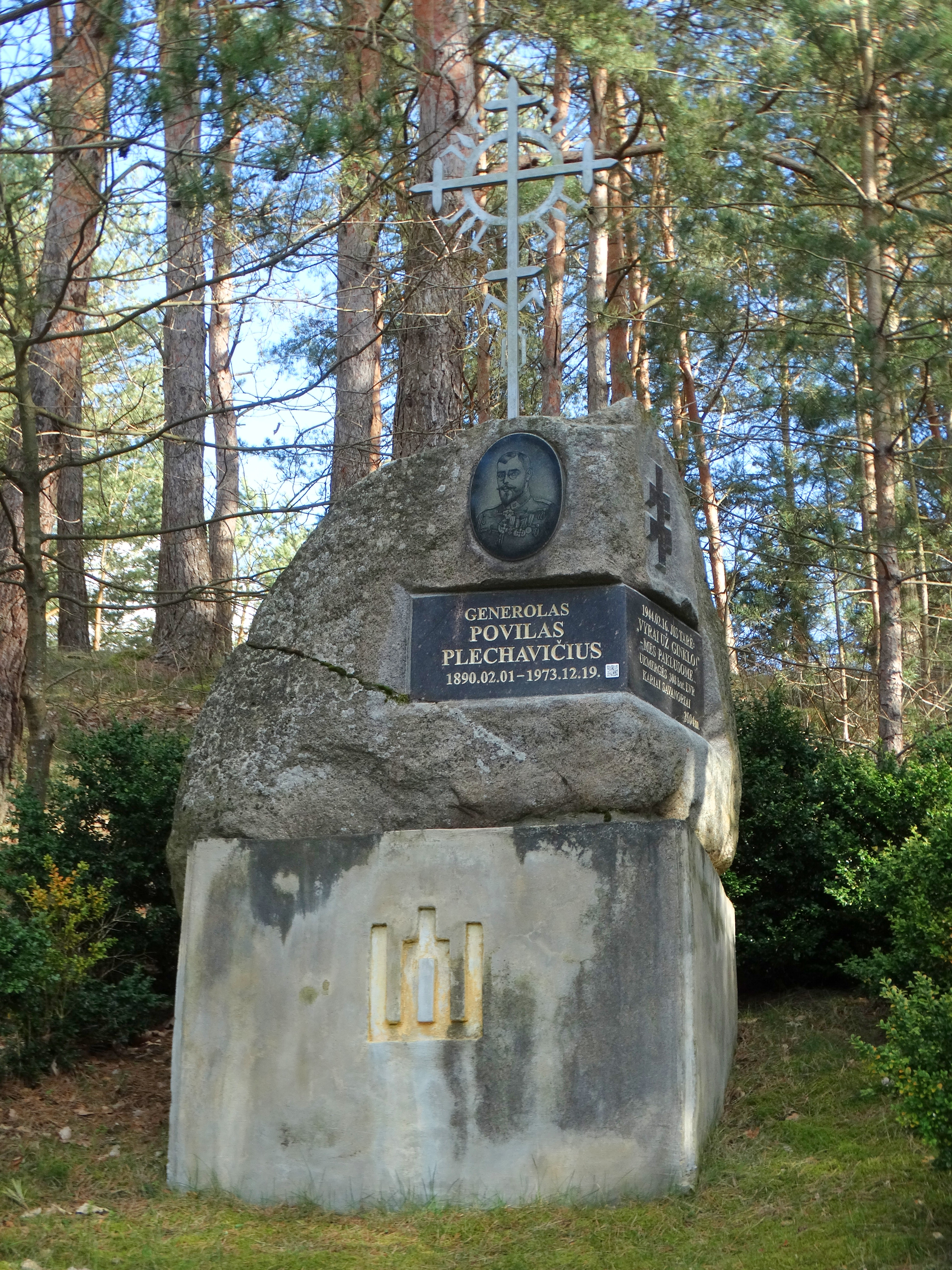
Gedenkstein für Plechavičius im Partisanenpark von Kadrėnai am Fluss Mūšia

## Ehrungen
In Litauen wird er nach wie vor als Held verehrt. 2004 verlieh ihm Staatspräsident Rolandas Paksas postum das Großkreuz des Ordens des Vytis-Kreuzes. Nach ihm benannt wurde unter anderem 2009 die General-Povilas-Plechavičius-Kadettenschule (Generolo Povilo Plechavičiaus kadetų licėjus) in Kaunas.